# Llista de monuments de Santa Pau
Llista de monuments de Santa Pau inclosos en l'Inventari del Patrimoni Arquitectònic Català pel municipi de Santa Pau (Garrotxa). Inclou els inscrits en el Registre de Béns Culturals d'Interès Nacional (BCIN) amb la classificació de monuments històrics, els béns culturals d'interès local (BCIL) de caràcter immoble i la resta de béns arquitectònics integrants del patrimoni cultural català.
| Monument                                             | Protecció      | Estil/època                             | Localització                                                               | Coordenades                                              | Codi?         | Imatge |
| ---------------------------------------------------- | -------------- | --------------------------------------- | -------------------------------------------------------------------------- | -------------------------------------------------------- | ------------- | --- |
| Vila Vella de Santa Pau                              | BCIN 186-CH-EN | Gòtic XII                               | Santa Pau Pl. Major i voltants                                             | 42° 08′ 41″ N, 2° 34′ 20″ E / 42.14483°N,2.57213°E       | RI-53-0000130 | Vila Vella de Santa Pau · Vegeu més fotos d'aquest monument · Carregueu una nova foto d'aquest monument                            |
| Castell de Santa Pau                                 | BCIN 1844-MH   | Gòtic XII-XVII                          | Santa Pau                                                                  | 42° 08′ 41″ N, 2° 34′ 18″ E / 42.144722°N,2.571667°E     | RI-51-0006107 | Castell de Santa Pau · Vegeu més fotos d'aquest monument · Carregueu una nova foto d'aquest monument                               |
| Recinte emmurallat de Santa Pau                      | BCIN 1845-MH   | XIV                                     | Santa Pau                                                                  | 42° 08′ 41″ N, 2° 34′ 17″ E / 42.144722°N,2.571389°E     | RI-51-0006108 | Recinte emmurallat de Santa Pau · Vegeu més fotos d'aquest monument · Carregueu una nova foto d'aquest monument                    |
| Ajuntament-escoles de Santa Pau                      |                | Noucentisme XX                          | Santa Pau C. Major                                                         | 42° 08′ 42″ N, 2° 34′ 12″ E / 42.144977°N,2.569894°E     | IPA-10747     | Ajuntament-escoles de Santa Pau · Vegeu més fotos d'aquest monument · Carregueu una nova foto d'aquest monument                    |
| Església parroquial de Santa Pau                     |                | Gòtic tardà XVI                         | Santa Pau Pl. Major                                                        | 42° 08′ 39″ N, 2° 34′ 18″ E / 42.144281°N,2.571693°E     | IPA-10748     | Església parroquial de Santa Pau · Vegeu més fotos d'aquest monument · Carregueu una nova foto d'aquest monument                   |
| La Rectoria                                          |                | Gòtic XVI                               | Santa Pau Pl. Major                                                        | 42° 08′ 39″ N, 2° 34′ 18″ E / 42.144163°N,2.571591°E     | IPA-10761     | La Rectoria (Santa Pau) · Vegeu més fotos d'aquest monument · Carregueu una nova foto d'aquest monument                            |
| Antiga Rectoria, o Can Pujol                         |                | Gòtic tardà XVI                         | Santa Pau C. Vila Vella, 4                                                 | 42° 08′ 41″ N, 2° 34′ 17″ E / 42.144800°N,2.571452°E     | IPA-10762     | Antiga Rectoria (Santa Pau) · Vegeu més fotos d'aquest monument · Carregueu una nova foto d'aquest monument                        |
| Rectoria, o Casa dels Balbs                          |                | Gòtic tardà XVI                         | Santa Pau Placeta dels Balbs, 12, davant el castell                        | 42° 08′ 41″ N, 2° 34′ 17″ E / 42.144685°N,2.571397°E     | IPA-10763     | Rectoria (Santa Pau) · Vegeu més fotos d'aquest monument · Carregueu una nova foto d'aquest monument                               |
| Plaça porticada de Santa Pau, o Firal dels Bous      |                | Gòtic XV                                | Santa Pau Pl. Major                                                        | 42° 08′ 39″ N, 2° 34′ 17″ E / 42.144293°N,2.571388°E     | IPA-10764     | Plaça porticada de Santa Pau · Vegeu més fotos d'aquest monument · Carregueu una nova foto d'aquest monument                       |
| Ca l'Escalopé                                        |                | Obra popular XV, XVII                   | Santa Pau Pl. Major, 9                                                     | 42° 08′ 40″ N, 2° 34′ 17″ E / 42.144431°N,2.571481°E     | IPA-10765     | Ca l'Escalopé (Santa Pau) · Vegeu més fotos d'aquest monument · Carregueu una nova foto d'aquest monument                          |
| Casa a la plaça de Baix, 11                          |                | Gòtic tardà XVI                         | Santa Pau Pl. de Baix, 11                                                  | 42° 08′ 38″ N, 2° 34′ 15″ E / 42.143762°N,2.570866°E     | IPA-10768     | Casa a la plaça de Baix, 11 (Santa Pau) · Vegeu més fotos d'aquest monument · Carregueu una nova foto d'aquest monument            |
| Antic Hospital de Santa Pau                          |                | Obra popular XV                         | Santa Pau Pl. de Sant Roc                                                  | 42° 08′ 40″ N, 2° 34′ 08″ E / 42.144324°N,2.568810°E     | IPA-10769     | Antic Hospital de Santa Pau · Vegeu més fotos d'aquest monument · Carregueu una nova foto d'aquest monument                        |
| Capella de Sant Roc                                  |                | Obra popular XV, XVIII                  | Santa Pau Pl. de Sant Roc                                                  | 42° 08′ 40″ N, 2° 34′ 08″ E / 42.144335°N,2.568795°E     | IPA-10771     | Capella de Sant Roc (Santa Pau) · Vegeu més fotos d'aquest monument · Carregueu una nova foto d'aquest monument                    |
| Can Daniel                                           |                | Obra popular XVI                        | Santa Pau C. del Pont, 4                                                   | 42° 08′ 40″ N, 2° 34′ 09″ E / 42.144436°N,2.569197°E     | IPA-10772     | Can Daniel (Santa Pau) · Vegeu més fotos d'aquest monument · Carregueu una nova foto d'aquest monument                             |
| Can Cortada                                          |                | Barroc XVII                             | Santa Pau Pl. de Baix                                                      | 42° 08′ 38″ N, 2° 34′ 15″ E / 42.143875°N,2.570956°E     | IPA-10773     | Can Cortada (Santa Pau) · Vegeu més fotos d'aquest monument · Carregueu una nova foto d'aquest monument                            |
| Can Sila                                             |                | Obra popular XVIII                      | Santa Pau C. del Pont, 13                                                  | 42° 08′ 39″ N, 2° 34′ 10″ E / 42.144264°N,2.569571°E     | IPA-10775     | Can Sila (Santa Pau) · Vegeu més fotos d'aquest monument · Carregueu una nova foto d'aquest monument                               |
| Casa a la plaça de Baix, 1                           |                | Darreres tendències XX                  | Santa Pau Pl. de Baix, 1                                                   | 42° 08′ 38″ N, 2° 34′ 15″ E / 42.144026°N,2.570870°E     | IPA-10777     | Casa a la plaça de Baix, 1 (Santa Pau) · Vegeu més fotos d'aquest monument · Carregueu una nova foto d'aquest monument             |
| Can Daniel                                           |                | Obra popular XVI                        | Santa Pau Pl. de Baix - c. del Pont                                        | 42° 08′ 38″ N, 2° 34′ 14″ E / 42.143991°N,2.570613°E     | IPA-10782     | Can Daniel (Santa Pau) · Vegeu més fotos d'aquest monument · Carregueu una nova foto d'aquest monument                             |
| Can Balet                                            |                | Obra popular XIX                        | Santa Pau C. Major, 12                                                     | 42° 08′ 45″ N, 2° 34′ 12″ E / 42.145905°N,2.570049°E     | IPA-10783     | Can Balet (Santa Pau) · Vegeu més fotos d'aquest monument · Carregueu una nova foto d'aquest monument                              |
| Can Grapes                                           |                | Obra popular XIX                        | Santa Pau C. Major                                                         | 42° 08′ 41″ N, 2° 34′ 11″ E / 42.144735°N,2.569609°E     | IPA-10784     | Can Grapes (Santa Pau) · Vegeu més fotos d'aquest monument · Carregueu una nova foto d'aquest monument                             |
| Pont de Santa Pau                                    |                | Romànic XII, XV, XX                     | Santa Pau C. del Pont                                                      | 42° 08′ 38″ N, 2° 34′ 12″ E / 42.144020°N,2.569902°E     | IPA-10785     | Pont de Santa Pau · Vegeu més fotos d'aquest monument · Carregueu una nova foto d'aquest monument                                  |
| Finestra de Ca l'Emília                              |                | Gòtic-renaixement XV                    | Santa Pau Pl. Major                                                        | 42° 08′ 39″ N, 2° 34′ 16″ E / 42.144252°N,2.571119°E     | IPA-10786     | Finestra de Ca l'Emília (Santa Pau) · Vegeu més fotos d'aquest monument · Carregueu una nova foto d'aquest monument                |
| Llinda de Ca l'Ull                                   |                | Obra popular XVIII                      | Santa Pau                                                                  | 42° 08′ 40″ N, 2° 34′ 10″ E / 42.144322°N,2.569546°E     | IPA-10787     | Llinda de Ca l'Ull (Santa Pau) · Vegeu més fotos d'aquest monument · Carregueu una nova foto d'aquest monument                     |
| Llinda de Can Pere Petit                             |                | Obra popular XVIII                      | Santa Pau                                                                  | 42° 08′ 40″ N, 2° 34′ 10″ E / 42.144378°N,2.569439°E     | IPA-10788     | Llinda de Can Pere Petit (Santa Pau) · Vegeu més fotos d'aquest monument · Carregueu una nova foto d'aquest monument               |
| Llinda de Can Ballestoles                            |                | Obra popular XVIII                      | Santa Pau                                                                  | 42° 08′ 40″ N, 2° 34′ 08″ E / 42.144343°N,2.568986°E     | IPA-10791     | Llinda de Can Ballestoles (Santa Pau) · Vegeu més fotos d'aquest monument · Carregueu una nova foto d'aquest monument              |
| Llinda de Can Rafelic                                |                | Obra popular XVIII                      | Santa Pau                                                                  | 42° 08′ 40″ N, 2° 34′ 09″ E / 42.144415°N,2.569094°E     | IPA-10792     | Llinda de Can Rafelic (Santa Pau) · Vegeu més fotos d'aquest monument · Carregueu una nova foto d'aquest monument                  |
| Llinda de Can Mensió                                 |                | Obra popular XVIII                      | Santa Pau Pl. Major                                                        | 42° 08′ 39″ N, 2° 34′ 16″ E / 42.144157°N,2.571181°E     | IPA-10793     | Llinda de Can Mensió (Santa Pau) · Vegeu més fotos d'aquest monument · Carregueu una nova foto d'aquest monument                   |
| Llinda de Can Lladó                                  |                | Obra popular XVI                        | Santa Pau                                                                  | 42° 08′ 40″ N, 2° 34′ 19″ E / 42.144531°N,2.571874°E     | IPA-10796     | Llinda de Can Lladó (Santa Pau) · Vegeu més fotos d'aquest monument · Carregueu una nova foto d'aquest monument                    |
| Llinda de Cal Sintet (I)                             |                | Obra popular XVIII                      | Santa Pau                                                                  | 42° 08′ 39″ N, 2° 34′ 11″ E / 42.144071°N,2.569711°E     | IPA-10797     | Llinda de Cal Sintet I (Santa Pau) · Vegeu més fotos d'aquest monument · Carregueu una nova foto d'aquest monument                 |
| Llinda de Cal Sintet (II)                            |                | Obra popular XVIII                      | Santa Pau                                                                  | 42° 08′ 39″ N, 2° 34′ 11″ E / 42.144102°N,2.569683°E     | IPA-10798     | Llinda de Cal Sintet II (Santa Pau) · Vegeu més fotos d'aquest monument · Carregueu una nova foto d'aquest monument                |
| Llinda de Can Mià                                    |                | Obra popular XVIII                      | Santa Pau                                                                  | 42° 08′ 39″ N, 2° 34′ 10″ E / 42.144277°N,2.569413°E     | IPA-10801     | Llinda de Can Mià (Santa Pau) · Vegeu més fotos d'aquest monument · Carregueu una nova foto d'aquest monument                      |
| Can Pardas                                           |                | Obra popular XVI                        | Santa Pau                                                                  | 42° 08′ 42″ N, 2° 34′ 19″ E / 42.144972°N,2.572015°E     | IPA-10802     | Can Pardas (Santa Pau) · Vegeu més fotos d'aquest monument · Carregueu una nova foto d'aquest monument                             |
| Llinda de Can Puet                                   |                | Obra popular XIX                        | Santa Pau                                                                  | 42° 08′ 43″ N, 2° 34′ 12″ E / 42.145360°N,2.570020°E     | IPA-10803     | Llinda de Can Puet (Santa Pau) · Vegeu més fotos d'aquest monument · Carregueu una nova foto d'aquest monument                     |
| Ca la Sastra                                         |                | Gòtic tardà XVI                         | Santa Pau                                                                  | 42° 08′ 40″ N, 2° 34′ 17″ E / 42.144534°N,2.571393°E     | IPA-10804     | Ca la Sastra (Santa Pau) · Vegeu més fotos d'aquest monument · Carregueu una nova foto d'aquest monument                           |
| Llinda de Can Piu                                    |                | Obra popular XIV                        | Santa Pau                                                                  | 42° 08′ 41″ N, 2° 34′ 17″ E / 42.144586°N,2.571432°E     | IPA-10805     | Llinda de Can Piu (Santa Pau) · Vegeu més fotos d'aquest monument · Carregueu una nova foto d'aquest monument                      |
| Mas Pujolars                                         |                | Obra popular XVI, XVIII                 | Santa Pau                                                                  | 42° 08′ 10″ N, 2° 33′ 47″ E / 42.136168°N,2.563181°E     | IPA-10808     | Carregueu una nova foto d'aquest monument                                                                                          |
| Mas Pedreguet                                        |                | Obra popular                            | Santa Pau Pujolars                                                         | 42° 08′ 40″ N, 2° 34′ 02″ E / 42.144527°N,2.567204°E     | IPA-10810     | Carregueu una nova foto d'aquest monument                                                                                          |
| Can Prat de la Plaça                                 |                | Obra popular XVIII                      | Santa Pau Fageda d'en Jordà                                                | 42° 08′ 17″ N, 2° 31′ 26″ E / 42.138106°N,2.523967°E     | IPA-10811     | Can Prat de la Plaça (Santa Pau) · Vegeu més fotos d'aquest monument · Carregueu una nova foto d'aquest monument                   |
| El Pujolet                                           |                | Obra popular XVII                       | Santa Pau Fageda d'en Jordà                                                | 42° 08′ 33″ N, 2° 30′ 31″ E / 42.142428°N,2.508747°E     | IPA-10812     | Carregueu una nova foto d'aquest monument                                                                                          |
| Can Roure                                            |                | Obra popular                            | Santa Pau Fageda d'en Jordà                                                | 42° 08′ 40″ N, 2° 30′ 07″ E / 42.144459°N,2.501894°E     | IPA-10813     | Carregueu una nova foto d'aquest monument                                                                                          |
| Can Jordà                                            |                | Obra popular XVII                       | Santa Pau Fageda d'en Jordà                                                | 42° 08′ 40″ N, 2° 30′ 39″ E / 42.144389°N,2.510796°E     | IPA-10814     | Can Jordà (Santa Pau) · Vegeu més fotos d'aquest monument · Carregueu una nova foto d'aquest monument                              |
| El Vilar                                             |                | Obra popular XVII                       | Santa Pau Fageda d'en Jordà                                                | 42° 08′ 30″ N, 2° 30′ 45″ E / 42.141766°N,2.512468°E     | IPA-10819     | El Vilar (Santa Pau) · Vegeu més fotos d'aquest monument · Carregueu una nova foto d'aquest monument                               |
| Els Casals                                           |                | Obra popular XVIII                      | Santa Pau Fageda d'en Jordà                                                | 42° 08′ 20″ N, 2° 31′ 18″ E / 42.138884°N,2.521553°E     | IPA-10821     | Carregueu una nova foto d'aquest monument                                                                                          |
| Monestir de Sant Julià del Mont                      |                | Romànic XII                             | Santa Pau Serra del Mont                                                   | 42° 10′ 27″ N, 2° 34′ 41″ E / 42.174205°N,2.577976°E     | IPA-10823     | Monestir de Sant Julià del Mont (Santa Pau) · Vegeu més fotos d'aquest monument · Carregueu una nova foto d'aquest monument        |
| Rectoria de Sant Julià del Mont, o Casalot           |                | Obra popular Medieval                   | Santa Pau Serra del Mont                                                   | 42° 10′ 26″ N, 2° 34′ 40″ E / 42.173908°N,2.577893°E     | IPA-10824     | Carregueu una nova foto d'aquest monument                                                                                          |
| Llinda de Can Collell de Mont                        |                | Obra popular XVIII                      | Santa Pau                                                                  | 42° 08′ 50″ N, 2° 32′ 46″ E / 42.14736°N,2.54612°E       | IPA-10825     | Carregueu una nova foto d'aquest monument                                                                                          |
| Església de Santa Llúcia de Treinteres               |                | Obra popular                            | Santa Pau Ctra. comarcal GE-524                                            | 42° 08′ 50″ N, 2° 33′ 08″ E / 42.147268°N,2.552140°E     | IPA-10826     | Església de Santa Llúcia de Treinteres (Santa Pau) · Vegeu més fotos d'aquest monument · Carregueu una nova foto d'aquest monument |
| Can Llúcia                                           |                | Obra popular XVIII                      | Santa Pau Prop de la carretera comarcal                                    | 42° 08′ 50″ N, 2° 33′ 05″ E / 42.147180°N,2.551282°E     | IPA-10828     | Can Llúcia (Santa Pau) · Vegeu més fotos d'aquest monument · Carregueu una nova foto d'aquest monument                             |
| Llinda de Can Masdevall                              |                | Obra popular XVIII                      | Santa Pau                                                                  | 42° 08′ 49″ N, 2° 32′ 59″ E / 42.146881°N,2.549692°E     | IPA-10829     | Llinda de Can Masdevall (Santa Pau) · Vegeu més fotos d'aquest monument · Carregueu una nova foto d'aquest monument                |
| Església de Sant Miquel Sacot                        |                | Romànic, neoclassicisme Medieval, XVIII | Santa Pau Sant Miquel Sacot                                                | 42° 08′ 21″ N, 2° 31′ 56″ E / 42.139209°N,2.532153°E     | IPA-10831     | Església de Sant Miquel Sacot (Santa Pau) · Vegeu més fotos d'aquest monument · Carregueu una nova foto d'aquest monument          |
| Rectoria de Sant Miquel Sacot                        |                | Obra popular XVIII                      | Santa Pau Sant Miquel Sacot                                                | 42° 08′ 22″ N, 2° 31′ 56″ E / 42.139326°N,2.532146°E     | IPA-10832     | Rectoria de Sant Miquel Sacot (Santa Pau) · Vegeu més fotos d'aquest monument · Carregueu una nova foto d'aquest monument          |
| Can Batlle, o la Masó                                |                | Obra popular Medieval                   | Santa Pau Sant Miquel Sacot                                                | 42° 08′ 17″ N, 2° 31′ 51″ E / 42.138015°N,2.530855°E     | IPA-10837     | Can Batlle (Santa Pau) · Vegeu més fotos d'aquest monument · Carregueu una nova foto d'aquest monument                             |
| Església de Santa Margarida de Sacot                 |                | Romànic XII, XIX                        | Santa Pau Volcà de Santa Margarida                                         | 42° 08′ 29″ N, 2° 32′ 30″ E / 42.141522°N,2.541779°E     | IPA-10838     | Església de Santa Margarida de Sacot (Santa Pau) · Vegeu més fotos d'aquest monument · Carregueu una nova foto d'aquest monument   |
| Can Bassols                                          |                | Obra popular XVIII                      | Santa Pau Sant Miquel Sacot                                                | 42° 08′ 09″ N, 2° 32′ 26″ E / 42.135928°N,2.540466°E     | IPA-10839     | Carregueu una nova foto d'aquest monument                                                                                          |
| Can Torrents                                         |                | Obra popular XVIII                      | Santa Pau Sant Miquel Sacot                                                | 42° 08′ 17″ N, 2° 32′ 05″ E / 42.138089°N,2.534739°E     | IPA-10841     | Carregueu una nova foto d'aquest monument                                                                                          |
| Església de Santa Maria dels Arcs                    |                | Romànic, neoclassicisme XI, XVIII       | Santa Pau Els Arcs                                                         | 42° 08′ 28″ N, 2° 35′ 07″ E / 42.141232°N,2.585258°E     | IPA-10845     | Església de Santa Maria dels Arcs (Santa Pau) · Vegeu més fotos d'aquest monument · Carregueu una nova foto d'aquest monument      |
| Santuari dels Arcs                                   |                | Obra popular XVI, XVIII                 | Santa Pau Els Arcs                                                         | 42° 08′ 29″ N, 2° 35′ 06″ E / 42.141349°N,2.585088°E     | IPA-10847     | Santuari dels Arcs (Santa Pau) · Vegeu més fotos d'aquest monument · Carregueu una nova foto d'aquest monument                     |
| El Carrer                                            |                | Obra popular XX                         | Santa Pau Els Arcs                                                         | 42° 08′ 00″ N, 2° 35′ 18″ E / 42.133332°N,2.588425°E     | IPA-10848     | El Carrer (Santa Pau) · Vegeu més fotos d'aquest monument · Carregueu una nova foto d'aquest monument                              |
| La Comota                                            |                | Obra popular XV                         | Santa Pau Els Arcs                                                         | 42° 07′ 40″ N, 2° 35′ 00″ E / 42.127662°N,2.583386°E     | IPA-10850     | Carregueu una nova foto d'aquest monument                                                                                          |
| El Puig                                              |                | Obra popular                            | Santa Pau Els Arcs                                                         | 42° 07′ 44″ N, 2° 35′ 05″ E / 42.128897°N,2.584842°E     | IPA-10852     | Carregueu una nova foto d'aquest monument                                                                                          |
| Can Plana de Vall                                    |                | Obra popular XVIII                      | Santa Pau Els Arcs                                                         | 42° 08′ 20″ N, 2° 35′ 17″ E / 42.139018°N,2.588068°E     | IPA-10854     | Carregueu una nova foto d'aquest monument                                                                                          |
| el Pont                                              |                | Obra popular XVIII                      | Santa Pau Els Arcs                                                         | 42° 07′ 51″ N, 2° 35′ 06″ E / 42.130707°N,2.584994°E     | IPA-10855     | Carregueu una nova foto d'aquest monument                                                                                          |
| Llinda de Can Plana de Munt                          |                | Obra popular XVII                       | Santa Pau Els Arcs                                                         | 42° 08′ 08″ N, 2° 35′ 17″ E / 42.135681°N,2.587989°E     | IPA-10856     | Carregueu una nova foto d'aquest monument                                                                                          |
| Capella de Sant Abdó i Sant Senen                    |                | Romànic XV                              | Santa Pau Serra de Godmar                                                  | 42° 10′ 20″ N, 2° 33′ 37″ E / 42.172288°N,2.560149°E     | IPA-10857     | Carregueu una nova foto d'aquest monument                                                                                          |
| Mas de les Forques                                   |                | Obra popular Medieval                   | Santa Pau Pla de les Forques                                               | 42° 09′ 03″ N, 2° 32′ 36″ E / 42.150805°N,2.543298°E     | IPA-10858     | Mas de les Forques (Santa Pau) · Vegeu més fotos d'aquest monument · Carregueu una nova foto d'aquest monument                     |
| Martinyà                                             |                | Obra popular XIX                        | Santa Pau Pla de les Forques                                               | 42° 09′ 13″ N, 2° 32′ 52″ E / 42.153592°N,2.547678°E     | IPA-10859     | Carregueu una nova foto d'aquest monument                                                                                          |
| Can Vergés                                           |                | Obra popular                            | Santa Pau Les Fages                                                        |                                                          | IPA-10861     | Carregueu una nova foto d'aquest monument                                                                                          |
| Can Collellmir                                       |                | Obra popular                            | Santa Pau Les Fages                                                        | 42° 08′ 19″ N, 2° 33′ 08″ E / 42.138652°N,2.552348°E     | IPA-10862     | Carregueu una nova foto d'aquest monument                                                                                          |
| Can Jan Magre, o Mas Fàbregues                       |                | Obra popular XVII                       | Santa Pau Can Font                                                         | 42° 08′ 19″ N, 2° 34′ 13″ E / 42.138673°N,2.570148°E     | IPA-10864     | Carregueu una nova foto d'aquest monument                                                                                          |
| Can Coll                                             |                | Obra popular Medieval                   | Santa Pau Can Font, prop de la riera de Pujolars i el volcà de Puig Subirà | 42° 08′ 04″ N, 2° 33′ 48″ E / 42.134431°N,2.563472°E     | IPA-10865     | Carregueu una nova foto d'aquest monument                                                                                          |
| Can Feixes                                           |                | Obra popular XVIII                      | Santa Pau Can Font                                                         | 42° 08′ 04″ N, 2° 33′ 48″ E / 42.134431°N,2.563472°E     | IPA-10866     | Carregueu una nova foto d'aquest monument                                                                                          |
| Església de Sant Martí Vell                          |                | Romànic X, XVI                          | Santa Pau Sant Martí                                                       | 42° 09′ 16″ N, 2° 34′ 44″ E / 42.154512°N,2.578998°E     | IPA-10868     | Església de Sant Martí Vell (Santa Pau) · Vegeu més fotos d'aquest monument · Carregueu una nova foto d'aquest monument            |
| Can Llaurella, o Can Llorella                        |                | Obra popular XVIII                      | Santa Pau                                                                  | 42° 09′ 12″ N, 2° 34′ 08″ E / 42.153430°N,2.568951°E     | IPA-10869     | Can Llaurella (Santa Pau) · Vegeu més fotos d'aquest monument · Carregueu una nova foto d'aquest monument                          |
| Mas les Feixes                                       |                | Obra popular Medieval, XVIII            | Santa Pau Sant Martí                                                       | 42° 09′ 46″ N, 2° 33′ 54″ E / 42.162908°N,2.564894°E     | IPA-10870     | Carregueu una nova foto d'aquest monument                                                                                          |
| Can Bucs                                             |                | Obra popular XVIII                      | Santa Pau Sant Martí                                                       | 41° 43′ 55″ N, 2° 50′ 09″ E / 41.73198453°N,2.83583855°E | IPA-10875     | Carregueu una nova foto d'aquest monument                                                                                          |
| El Camó                                              |                | Obra popular Medieval                   | Santa Pau Sant Martí                                                       | 42° 09′ 46″ N, 2° 33′ 47″ E / 42.162671°N,2.562965°E     | IPA-10876     | Carregueu una nova foto d'aquest monument                                                                                          |
| El Ventós                                            |                | Obra popular XVII                       | Santa Pau Sant Martí                                                       | 42° 09′ 51″ N, 2° 33′ 57″ E / 42.164055°N,2.565879°E     | IPA-10877     | Carregueu una nova foto d'aquest monument                                                                                          |
| Can Boigues de Vivó                                  |                | Obra popular XVIII                      | Santa Pau Sant Martí                                                       | 42° 09′ 02″ N, 2° 34′ 00″ E / 42.150449°N,2.566650°E     | IPA-10879     | Carregueu una nova foto d'aquest monument                                                                                          |
| Can Sala                                             |                | Obra popular Medieval                   | Santa Pau Sant Martí                                                       | 42° 09′ 16″ N, 2° 34′ 50″ E / 42.154409°N,2.580458°E     | IPA-10880     | Can Sala (Santa Pau) · Vegeu més fotos d'aquest monument · Carregueu una nova foto d'aquest monument                               |
| La Boixeda                                           |                | Obra popular XIX                        | Santa Pau Sant Martí                                                       | 42° 09′ 45″ N, 2° 34′ 00″ E / 42.162388°N,2.566798°E     | IPA-10881     | Carregueu una nova foto d'aquest monument                                                                                          |
| Ca l'Aulet                                           |                | Obra popular Medieval                   | Santa Pau Sant Martí                                                       | 42° 09′ 46″ N, 2° 34′ 08″ E / 42.162900°N,2.568950°E     | IPA-10882     | Carregueu una nova foto d'aquest monument                                                                                          |
| Can Sidric                                           |                | Obra popular XVIII                      | Santa Pau Sant Martí                                                       | 42° 09′ 11″ N, 2° 34′ 14″ E / 42.152941°N,2.570637°E     | IPA-10883     | Can Sidric (Santa Pau) · Vegeu més fotos d'aquest monument · Carregueu una nova foto d'aquest monument                             |
| Can Perot                                            |                | Obra popular XVIII                      | Santa Pau Sant Martí, barri del Masnou                                     | 42° 09′ 13″ N, 2° 34′ 07″ E / 42.153735°N,2.568562°E     | IPA-10884     | Can Perot (Santa Pau) · Vegeu més fotos d'aquest monument · Carregueu una nova foto d'aquest monument                              |
| Can Manté del Sallent                                |                | Obra popular XVII                       | Santa Pau El Sallent                                                       | 42° 09′ 22″ N, 2° 37′ 00″ E / 42.156033°N,2.616754°E     | IPA-10886     | Can Manté (Santa Pau) · Vegeu més fotos d'aquest monument · Carregueu una nova foto d'aquest monument                              |
| Can Badia                                            |                | Obra popular XVII                       | Santa Pau El Sallent                                                       | 42° 08′ 04″ N, 2° 36′ 16″ E / 42.134466°N,2.604402°E     | IPA-10887     | Can Badia (Santa Pau) · Vegeu més fotos d'aquest monument · Carregueu una nova foto d'aquest monument                              |
| Església de Sant Vicenç del Sallent                  |                | Romànic, neoclassicisme XII, XVIII      | Santa Pau El Sallent                                                       | 42° 09′ 16″ N, 2° 36′ 53″ E / 42.154410°N,2.614815°E     | IPA-10889     | Església de Sant Vicenç del Sallent (Santa Pau) · Vegeu més fotos d'aquest monument · Carregueu una nova foto d'aquest monument    |
| La Torroella                                         |                | Obra popular XVIII                      | Santa Pau El Sallent                                                       | 42° 09′ 26″ N, 2° 37′ 29″ E / 42.157124°N,2.624601°E     | IPA-10893     | Carregueu una nova foto d'aquest monument                                                                                          |
| Casa dels masovers de la Torroella                   |                | Obra popular XVIII                      | Santa Pau El Sallent                                                       | 42° 09′ 26″ N, 2° 37′ 28″ E / 42.157327°N,2.624503°E     | IPA-10895     | Carregueu una nova foto d'aquest monument                                                                                          |
| Mas Esparregueres                                    |                | Obra popular XVII                       | Santa Pau El Sallent                                                       | 42° 08′ 34″ N, 2° 36′ 01″ E / 42.142821°N,2.600290°E     | IPA-10896     | Carregueu una nova foto d'aquest monument                                                                                          |
| Can Mainou                                           |                | Obra popular XVII                       | Santa Pau El Sallent                                                       | 42° 09′ 08″ N, 2° 36′ 50″ E / 42.152347°N,2.613823°E     | IPA-10901     | Carregueu una nova foto d'aquest monument                                                                                          |
| Torroella de Santa Pau                               |                | Gòtic XVI                               | Santa Pau                                                                  | 42° 08′ 49″ N, 2° 34′ 38″ E / 42.147067°N,2.577303°E     | IPA-10902     | Torroella de Santa Pau · Vegeu més fotos d'aquest monument · Carregueu una nova foto d'aquest monument                             |
| Can Vert                                             |                | Obra popular XVIII                      | Santa Pau Barri de Cases Noves                                             | 42° 08′ 40″ N, 2° 34′ 27″ E / 42.144448°N,2.574192°E     | IPA-10903     | Carregueu una nova foto d'aquest monument                                                                                          |
| Can Cueta                                            |                | Obra popular XVIII                      | Santa Pau Barri de Cases Noves                                             | 42° 08′ 40″ N, 2° 34′ 27″ E / 42.144497°N,2.574071°E     | IPA-10904     | Can Cueta (Santa Pau) · Vegeu més fotos d'aquest monument · Carregueu una nova foto d'aquest monument                              |
| Can Vila                                             |                | Obra popular XVII                       | Santa Pau Vall de Santa Pau                                                | 42° 08′ 46″ N, 2° 32′ 33″ E / 42.146199°N,2.542442°E     | IPA-10905     | Can Vila (Santa Pau) · Vegeu més fotos d'aquest monument · Carregueu una nova foto d'aquest monument                               |
| Casal de Can Batlle                                  |                | Obra popular XVII                       | Santa Pau Prop de la ctra. d'Olot a Mieres                                 | 42° 09′ 22″ N, 2° 36′ 31″ E / 42.156238°N,2.608544°E     | IPA-10906     | Can Batlle (Santa Pau) · Vegeu més fotos d'aquest monument · Carregueu una nova foto d'aquest monument                             |
| Mas la Quintana                                      |                | Eclecticisme XIX                        | Santa Pau Ctra. Olot-Mieres-Banyoles                                       | 42° 08′ 51″ N, 2° 34′ 34″ E / 42.147630°N,2.576180°E     | IPA-10907     | Mas la Quintana (Santa Pau) · Vegeu més fotos d'aquest monument · Carregueu una nova foto d'aquest monument                        |
| El Molí Nou                                          |                | Obra popular XVIII                      | Santa Pau El Sallent                                                       | 42° 09′ 05″ N, 2° 35′ 15″ E / 42.151440°N,2.587546°E     | IPA-10912     | Carregueu una nova foto d'aquest monument                                                                                          |
| La Torre                                             |                | Obra popular                            | Santa Pau Pla de les Forques                                               | 42° 09′ 22″ N, 2° 33′ 17″ E / 42.155997°N,2.554737°E     | IPA-10913     | Carregueu una nova foto d'aquest monument                                                                                          |
| Can Bosquets de Dalt                                 |                | Obra popular XVIII                      | Santa Pau Pla de les Forques                                               | 42° 09′ 50″ N, 2° 33′ 28″ E / 42.163799°N,2.557782°E     | IPA-10914     | Carregueu una nova foto d'aquest monument                                                                                          |
| Plana de Mont                                        |                | Obra popular XVII                       | Santa Pau Vall dels Arcs                                                   | 42° 08′ 08″ N, 2° 35′ 17″ E / 42.135690°N,2.588011°E     | IPA-10915     | Plana de Mont (Santa Pau) · Vegeu més fotos d'aquest monument · Carregueu una nova foto d'aquest monument                          |
| Can Prat de Vall                                     |                | Eclecticisme                            | Santa Pau Els Arcs                                                         | 42° 08′ 43″ N, 2° 35′ 17″ E / 42.145320°N,2.588160°E     | IPA-10916     | Can Prat de Vall (Santa Pau) · Vegeu més fotos d'aquest monument · Carregueu una nova foto d'aquest monument                       |
| Can Font                                             |                | Obra popular XVII                       | Santa Pau Veïnat de Can Font                                               | 42° 08′ 17″ N, 2° 34′ 16″ E / 42.138112°N,2.571146°E     | IPA-10917     | Can Font (Santa Pau) · Vegeu més fotos d'aquest monument · Carregueu una nova foto d'aquest monument                               |
| L'Hostelatge                                         |                | Obra popular XVI, XVIII                 | Santa Pau Els Arcs                                                         | 42° 08′ 29″ N, 2° 35′ 05″ E / 42.141397°N,2.584803°E     | IPA-10918     | L'Hostelatge (Santa Pau) · Vegeu més fotos d'aquest monument · Carregueu una nova foto d'aquest monument                           |
| Can Bellapart                                        |                | Obra popular                            | Santa Pau Sant Martí                                                       | 42° 09′ 58″ N, 2° 33′ 56″ E / 42.166066°N,2.565472°E     | IPA-10920     | Carregueu una nova foto d'aquest monument                                                                                          |
| La Barraca                                           |                | Obra popular                            | Santa Pau Aïllada                                                          | 42° 08′ 18″ N, 2° 34′ 05″ E / 42.138299°N,2.568192°E     | IPA-10921     | La Barraca (Santa Pau) · Vegeu més fotos d'aquest monument · Carregueu una nova foto d'aquest monument                             |
| Can Descolls                                         |                | Obra popular XVI                        | Santa Pau Veïnat de Can Font                                               | 42° 08′ 21″ N, 2° 34′ 10″ E / 42.139123°N,2.569372°E     | IPA-10922     | Can Descolls (Santa Pau) · Vegeu més fotos d'aquest monument · Carregueu una nova foto d'aquest monument                           |
| Can Pardàs                                           |                | Obra popular XVII                       | Santa Pau Veïnat de Can Font                                               | 42° 08′ 22″ N, 2° 34′ 15″ E / 42.139493°N,2.570725°E     | IPA-10923     | Can Pardàs (Santa Pau) · Vegeu més fotos d'aquest monument · Carregueu una nova foto d'aquest monument                             |
| Grup de cases de la Porta de Vila Vella de Santa Pau |                | Obra popular XIV                        | Santa Pau Vila Vella                                                       | 42° 08′ 42″ N, 2° 34′ 20″ E / 42.145040°N,2.572332°E     | IPA-10928     | Carregueu una nova foto d'aquest monument                                                                                          |
| Can Neres, o Can Mas                                 |                | Obra popular XVI                        | Santa Pau Barri de Cases Noves                                             | 42° 08′ 41″ N, 2° 34′ 28″ E / 42.144664°N,2.574330°E     | IPA-10929     | Carregueu una nova foto d'aquest monument                                                                                          |
| Torre del Pla de les Forques                         |                | Obra popular XVIII                      | Santa Pau Pla de les Forques                                               | 42° 08′ 56″ N, 2° 32′ 12″ E / 42.148963°N,2.536614°E     | IPA-10930     | Carregueu una nova foto d'aquest monument                                                                                          |
| Pont de Sant Martí                                   |                | Obra popular                            | Santa Pau Sobre el torrent de Sant Martí                                   | 42° 09′ 20″ N, 2° 36′ 47″ E / 42.155555°N,2.613010°E     | IPA-36922     | Carregueu una nova foto d'aquest monument                                                                                          |
| Pont del Mas Batlle                                  |                | Obra popular                            | Santa Pau Sobre el riu Ser                                                 | 42° 09′ 15″ N, 2° 36′ 23″ E / 42.154303°N,2.606476°E     | IPA-36923     | Pont del Mas Batlle (Santa Pau) · Vegeu més fotos d'aquest monument · Carregueu una nova foto d'aquest monument                    |
| Molí d'aigua                                         |                | Obra popular                            | Santa Pau Confuència riu Ser amb riera del Sallent                         |                                                          | IPA-43168     | Carregueu una nova foto d'aquest monument                                                                                          |
| Pavelló d'accés a la Fageda d'en Jordà               |                | Darreres tendències 1993-1994           | Santa Pau Ctra. GI-524 d'Olot a Santa Pau, km 4                            | 42° 09′ 14″ N, 2° 31′ 04″ E / 42.153905°N,2.517794°E     | IPA-46534     | Pavelló d'accés a la Fageda d'en Jordà (Santa Pau) · Vegeu més fotos d'aquest monument · Carregueu una nova foto d'aquest monument |

El Castell de Sant Iscle de Colltort està en el límit municipal amb Sant Feliu de Pallerols, vegeu la llista de monuments de Sant Feliu de Pallerols.